# Julia Caesaris Minor
Pour les articles homonymes, voir Julia et Julia Caesaris Maior.
Julia Caesaris Minor, née en 101 av. J.-C. et morte en 51 av. J.-C., est la fille de Caius Julius Caesar III et d'Aurelia Cotta. Elle est la sœur de Julia Caesaris Maior et de Jules César, qui est le cadet de la fratrie.

## Biographie

### Jeunesse
Julia Caesaris Minor, sa sœur aînée Julia Caesaris Maior et son frère cadet Jules César reçoivent une éducation romaine traditionnelle. Après la mort de leur père Caius Julius Caesar en 85 av. J.-C., leur éducation est prise en charge par leur mère Aurelia Cotta.

### Mariage et descendance
Les parents de Julia Caesaris Minor arrangent un mariage avec un membre des Atii, une famille dont de nombreux membres ont atteint des carrières sénatoriales. Elle se marie alors à Marcus Atius Balbus,, originaire d'Aricia, dont la mère est la tante de Pompée. Marcus Atius est préteur en 62 av. J.-C. puis gouverneur de la province de Corse-Sardaigne. La gens des Atii profite de ce mariage pour former une alliance avec les Iulii Caesares, une ancienne famille romaine.
Ils ont deux filles dont l'aînée est Atia Balba Caesonia. Vers 70 av. J.-C., celle-ci épouse Caius Octavius,, de rang équestre et originaire de Velitrae. Le mariage avec un homme de rang équestre et non sénatorial pourrait sembler être un pas en arrière dans les ambitions de Julia Caesaris Minor et Marcus Atius Balbus, mais la richesse des Octavii compense nettement cette concession.
Atia est la mère d'Octavie la Jeune et d'Octave, faisant de Julia Caesaris Minor la grand-mère du futur empereur,,.

### Scandale de Bona Dea
En 62 av. J.-C., Jules César devient pontifex maximus. Sa demeure abrite alors la célébration des rites de Bona Dea, présidée par sa sœur Julia Caesaris Minor et sa mère Aurelia Cotta. Selon les règles entourant le déroulement des rites dédiés à la déesse Bona Dea, seules les femmes issues de l'élite romaine peuvent assister aux cérémonies. 
L'homme politique Publius Clodius Pulcher viole cette règle et est accusé d'impiété en 61 av. J.-C. Julia Caesaris Minor et sa mère témoignent lors du procès en livrant un compte-rendu détaillé au sujet de l'affaire entre Pompeia Sulla (épouse de Jules César) et l'homme politique. À la suite de ce scandale, César divorce de Pompeia,.

### Mort et descendance
À la mort de Caius Octavius, son gendre et époux d'Atia, Julia Caesaris Minor porte un intérêt tout particulier à l'éducation d'Octave, qui n'a alors que quatre ans. Après le remariage d'Atia avec Lucius Marcius Philippus, elle garde son petit-fils dans son entourage proche jusqu'à sa mort,,.
Son époux Marcus Atius Balbus décède en 52 av. J.-C. et Julia meurt un an plus tard, en 51 av. J.-C. C'est Octave, son plus jeune petit-fils, qui prononce à l'âge de douze ans son oraison funèbre lors de ses funérailles, à l'occasion de sa première apparition en public,.